# Голубянка изменчивая
Голубянка изменчивая, или голубянка артаксеркс (Aricia artaxerxes), — вид дневных бабочек семейства голубянки. Длина переднего крыла 12—16 мм. Половой диморфизм выражен слабо.

## Замечания по систематике
В Восточной Европе вид представлен номинативным подвидом allous (Geyer, 1837).

## Этимология названия
Артаксеркс (историческое) — имя династии царей Ахеменидов.
Аллой (греческая мифология) — сын Посейдона. Его сыновья От и Эфиальт пали, пронзенные стрелами Аполлона за угрозы богам-олимпийцам.

## Ареал и места обитания

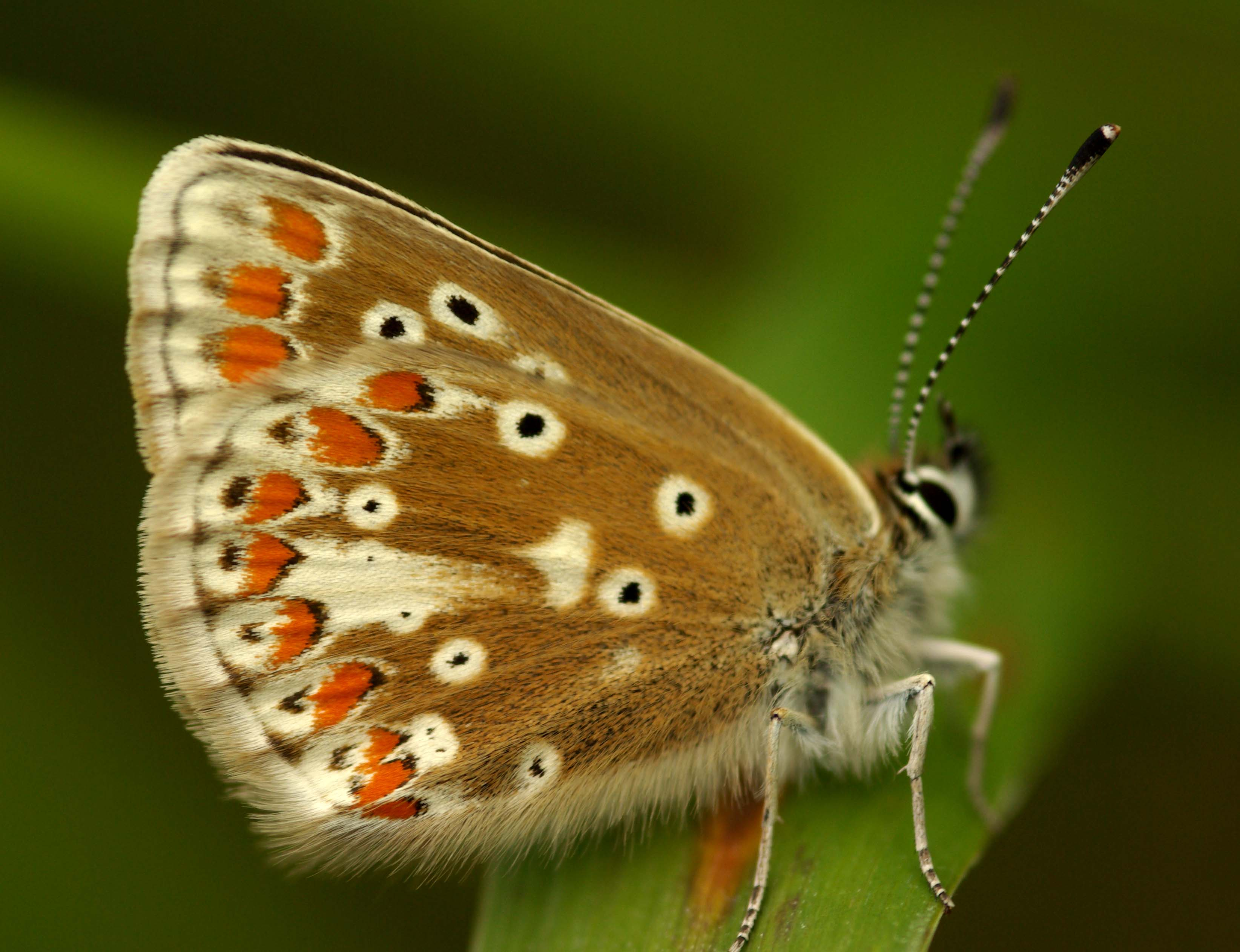

Северо-западная Африка, Европа, Передняя и Средняя Азия, Северный и Восточный Казахстан, Южная Сибирь, Дальний Восток, Сахалин, Монголия, север и северо-восток Китая, Корея.
На Украине вид обитает на севере и северо-востоке страны, а также по долинам реки Днепр и Южный Буг. В Украинских Карпатах вид не регистрировался с 1911 года — были известны единичные находки на Волыно-Подолье. В Крыму встречается на яйле в окрестностях Ай-Петри, на горе Токмак-Кая, Шпиль, хребтах Орта-Сырт-Яйла, Тырке-Яйла, Караби-яйла, Бабуган яйла, урочище Янкой.
В средней полосе и на севере лесостепи европейской части России данный вид обычен. В степной зоне он встречается по территории пойм крупных рек (Дон и его притоки, Волга), а на севере и северо-востоке — он становится локальным. На севернее подзоны средней тайги уже не найден.
На Кавказе бабочки населяют субальпийские и альпийские луга, порой встречается на лугах среднего горного пояса на высотах от 1300 до 2800 м н. ур. м.

## Биология
В год развивается в одном поколении. Время лёта — с третьей декады июня до начала августа. Самки откладывает по 1—2 яйца на цветы кормовых растений гусениц — аистник обыкновенный, герань кроваво-красная, герань лесная, солнцецвет монетолистный. Гусеницы являются мирмекофилами и посещаются муравьями рода Lasius. Зимует на стадии гусеница третьего возраста, которая продолжает питаться в марте или апреле. В своём развитии гусеницы проходят до пяти возрастов. При достижении длины в 12—13 мм гусеницы прекращают питание и окукливаются. Куколка удлиненной формы, желтовато-зелёной окраски, с тёмной полосой. Будучи потревоженная она может издавать скрипящий звук. Стадия куколки длится около 3 недель.